# Louisa Krause
Louisa Noel Krause (Falls Church, Virginia, Estados Unidos; 20 de mayo de 1986) es una actriz estadounidense. Después de estudiar drama en la universidad, Krause apareció en numerosas producciones Off-Broadway y también apareció en episodios de series de televisión con sede en Nueva York. Su primer papel cinematográfico fue en The Babysitters (2007). En 2017, Krause interpretó el papel principal de Anna Garner en la serie de televisión The Girlfriend Experience.

## Primeros años
Krause nació el 20 de mayo de 1986 en Falls Church, Virginia. Su padre es de ascendencia mitad japonesa (de Okinawa, Japón) y su madre es estadounidense. Tiene un hermano menor llamado Nathaniel que es director. Comenzó su interés en las artes a una edad temprana al estudiar danza en la Escuela de Ballet de Washington. Una vez que Krause ingresó a la escuela secundaria, la danza pasó a un segundo plano cuando comenzó a actuar en una variedad de obras de teatro y musicales, incluidos Side Show como Violet Hilton, Gypsy como Mama Rose y Equus como Dora Strang. Después de la secundaria, se inscribió en la Universidad Carnegie Mellon. Poco después, Krause sintió que estaba lista para comenzar su carrera profesional como actriz. Obtuvo su tarjeta Equity actuando en una producción de verano de Aida.

## Carrera
Krause comenzó su carrera en el teatro, apareciendo en numerosas producciones Off-Broadway. En 2006, Krause apareció en la producción Les Liaisons Dangereuses de la compañía teatral Huntington. En 2007, protagonizó la producción Iphigenia 2.o de la compañía teatral Signature, en el papel principal de Ifigenia. Ese mismo año, Krause protagonizó el estreno mundial de In a Dark Dark House, en el Teatro Lucille Lortel entre junio y julio de 2007. Ha continuado actuando en los escenarios, apareciendo en 2013 como Rose en el estreno mundial de Annie Baker, The Flick, en Playwrights Horizons, un papel que repitió dos años después para una segunda carrera en el Barrow Street Theatre y más tarde en el National Theatre.
Sus primeros créditos cinematográficos llegaron en 2007 con papeles secundarios en The Speed of Life y The Babysitters. En 2009, apareció en las películas Taking Woodstock y Toe to Toe. Es conocida por su trabajo en cine independiente y en varios cortometrajes. Krause ganó más prominencia con un pequeño papel en el largometraje de 2011 Young Adult, en el que su escena como empleada del hotel donde se aloja el personaje de Charlize Theron se usó con fines promocionales y apareció en el tráiler y en los anuncios televisivos de la película. Krause también apareció como la miembro de un culto en la película de 2011 Martha Marcy May Marlene, una película en la que se involucró a través de su trabajo con el Festival de Cine de Sundance.
En 2012, Krause interpretó un papel en la película Return y el papel principal en la película independiente King Kelly, que se estrenó en la South by Southwest. En 2012 filmó un papel secundario en la película independiente Bluebird, estrenada en 2015.
Krause ha aparecido en varios papeles televisivos: en el episodio «Angelgrove» de Law & Order en 2008 como Brenda Tannerman, en el episodio «Loyalty: Part 1» de Law & Order: Criminal Intent en 2010 como Jolie, y en el episodio «Silver Star» de Blue Bloods en 2011 como Kimberly. En 2017, Krause interpretó a Anna Garner, uno de los papeles principales de la segunda temporada de la serie de televisión antológica The Girlfriend Experience.

## Filmografía

### Cine
| Cine | Cine                                       | Cine                       | Cine         |
| Año  | Título                                     | Rol                        | Notas        |
| ---- | ------------------------------------------ | -------------------------- | ------------ |
| 2007 | The Speed of Life                          | Jule                       |              |
| 2007 | The Babysitters                            | Brenda Woodberg            |              |
| 2008 | Communion                                  | Dolly                      | Cortometraje |
| 2009 | Taking Woodstock                           | Chica hippie               |              |
| 2009 | Toe to Toe                                 | Jesse                      |              |
| 2011 | The Disarticulation of Sarah Danner        | Sarah Danner               | Cortometraje |
| 2011 | Dog Hair                                   |                            | Cortometraje |
| 2011 | Martha Marcy May Marlene                   | Zoe                        |              |
| 2011 | Return                                     | Shannon                    |              |
| 2011 | Young Adult                                | Chica frente al escritorio |              |
| 2012 | King Kelly                                 | Kelly                      |              |
| 2012 | Double or Nothing                          | Becca                      | Cortometraje |
| 2012 | Number Nine                                |                            | Cortometraje |
| 2013 | Bluebird                                   | Marla                      |              |
| 2014 | The Mend                                   | Elinor                     |              |
| 2014 | The Heart Machine                          | Jessica                    |              |
| 2014 | Gabriel                                    | Sarah                      |              |
| 2015 | Bare                                       | Lucille Jacobs             |              |
| 2015 | Ava's Possessions                          | Ava                        |              |
| 2015 | The Abandoned                              | Julia Streak               |              |
| 2015 | Jane Wants a Boyfriend                     | Jane                       |              |
| 2016 | Donald Cried                               | Kristin                    |              |
| 2016 | The Phenom                                 | Candace Cassidy            |              |
| 2016 | Dog Eat Dog                                | Zoe                        |              |
| 2016 | My Entire High School Sinking Into the Sea | Gretchen                   |              |
| 2017 | Woman Walks Ahead                          | Loretta                    |              |
| 2017 | The Super                                  | Beverly                    |              |
| 2017 | New Money                                  | Debbie Tisdale             |              |
| 2018 | Skin                                       | April                      |              |
| 2019 | You Can't Win                              | Irish Annie                |              |
| 2019 | Dark Waters                                | Karla                      |              |
| 2021 | Cryptozoo                                  | Amber                      |              |
| 2021 | Here Today                                 | Carrie                     |              |
| 2023 | Maggie Moore(s)                            | Maggie Moore               |              |

### Televisión
| Televisión | Televisión                   | Televisión       | Televisión                     |
| Año        | Título                       | Rol              | Notas                          |
| ---------- | ---------------------------- | ---------------- | ------------------------------ |
| 2008       | Law & Order                  | Brenda Tannerman | Episodio: «Angelgrove»         |
| 2010       | Law & Order: Criminal Intent | Jolie            | Episodio: «Loyalty: Part 1»    |
| 2011       | Blue Bloods                  | Kimberly         | Episodio: «Silver Star»        |
| 2016–2018  | Billions                     | Lu               | 7 episodios                    |
| 2017       | The Girlfriend Experience    | Anna Garner      | Papel principal (temporada 2)  |
| 2019       | Ray Donovan                  | Liberty          | Papel recurrente (temporada 7) |